# Dörpe (Kürten)
Dörpe ist ein Wohnplatz in der Gemeinde Kürten im Rheinisch-Bergischen Kreis.

## Lage und Beschreibung
Der Ort liegt etwas abseits südöstlich von Forsten.

## Geschichte
Dörpe wurde erstmals im Jahr 1470/72 als zom Dorppe urkundlich erwähnt. Der Name leitet sich schlicht von „Dorf“ ab.
Der Ort ist auf der Topographischen Aufnahme der Rheinlande von 1824 und auf der Preußischen Uraufnahme von 1840 als Dörpe verzeichnet.
Ab der Preußischen Neuaufnahme von 1892 ist er auf Messtischblättern regelmäßig als Dörpe verzeichnet.
1822 lebten elf Menschen im als Haus kategorisierten Ort.
1830 hatte der Ort elf Einwohner.
Der 1845 laut der Uebersicht des Regierungs-Bezirks Cöln als Hof kategorisierte Ort besaß zu dieser Zeit zwei Wohnhäuser. Zu dieser Zeit lebten 24 Einwohner im Dörpe genannten Ort, davon 17 katholischen und sieben evangelischen Bekenntnisses.
Die Gemeinde- und Gutbezirksstatistik der Rheinprovinz führt Dörpe 1871 mit drei Wohnhäusern und 26 Einwohnern auf.
Im Gemeindelexikon für die Provinz Rheinland von 1888 werden drei Wohnhäuser mit 19 Einwohnern angegeben.
1895 hatte der Ort drei Wohnhäuser und 19 Einwohner.
1905 besaß der Ort zwei Wohnhäuser und 14 Einwohner und gehörte konfessionell zum katholischen Kirchspiel Olpe.
1927 wurden die Bürgermeisterei Olpe in das Amt Olpe überführt. In der Weimarer Republik wurden 1929 die Ämter Kürten mit den Gemeinden Kürten und Bechen und Olpe mit den Gemeinden Olpe und Wipperfeld zum Amt Kürten zusammengelegt. Der Kreis Wipperfürth ging am 1. Oktober 1932 in den Rheinisch-Bergischen Kreis mit Sitz in Bergisch Gladbach auf.
1975 entstand aufgrund des Köln-Gesetzes die heutige Gemeinde Kürten, zu der neben den Ämtern Kürten, Bechen und Olpe ein Teilgebiet der Stadt Bensberg mit Dürscheid und den umliegenden Gebieten kam.